# Benedictus (voornaam)
Benedictus is een uit het Latijn afkomstige voornaam voor jongens en betekent "de gebenedijde, gezalfde of gezegende". Bene is "goed" en dictus betekent "gesproken".

## Vormen
De vrouwelijke vorm van de naam is Benedicta. De naam kent diverse afgeleide vormen die per taal verschillen. In het Engelse taalgebied komen voor Bennet(t) en Ben(ny), in het Frans Benoît, in het Spaans Benedicto en in het Italiaans Benedetto. Kinderen in geheel Europa werden eeuwenlang vernoemd naar diverse heilige personen die die naam droegen.